# Nicholas Britell
Nicholas Britell est un compositeur américain de musiques de films de cinéma et de télévision, né le 17 octobre 1980 à New York. Il a reçu de nombreuses distinctions, y compris un Emmy Award ainsi que des nominations pour trois Oscars et un Grammy Award. Il a reçu des nominations aux Oscars pour la meilleure partition originale pour Moonlight de Barry Jenkins (2016) et Si Beale Street pouvait parler (2018), et Don't Look Up : Déni cosmique d'Adam McKay (2021). Il a également marqué The Big Short : Le Casse du siècle (2015) de McKay et Vice (2018). Il est également connu pour Battle of the Sexes (2017), Cruella (2021) et She Said (2022).
La série originale de HBO Succession (2018-2023) a marqué l'entrée de Britell à la télévision. Britell a marqué les quatre saisons, remportant l'Emmy Award de la meilleure musique du thème original du titre principal en 2019. Ses partitions pour les deuxième, troisième et quatrième saisons de Succession lui ont chacune valu le Primetime Emmy Award pour la composition musicale exceptionnelle pour une série limitée ou anthologie, un film ou une émission spéciale en 2021.
Ses oeuvres, telles que décrites par Soraya McDonald de Film Comment, « semblent chevaucher organiquement l'accessibilité et la sophistication d'une manière qui va au-delà de la programmation typique d'un orchestre pop de grande ville... Cela pourrait avoir quelque chose à voir avec le fait que Britell a longtemps eu un pied dans le monde du hip-hop et l'autre dans le monde de la musique classique ».

## Biographie
Britell a été élevé dans une famille juive à New York. Il a fréquenté la New Canaan Country School à New Canaan, CT, et a obtenu son diplôme de valedictorian de l'école préparatoire Hopkins School en 1999. Britell est diplômé de la division pré-universitaire de la Juilliard School et diplômé Phi Beta Kappa de l'université Harvard en 2003. À l'école, il était membre de la Signet Society, ainsi que du groupe instrumental de hip-hop, The Witness Protection Program, dans lequel il jouait des claviers et des synthétiseurs.
Britell fait partie d'une génération émergente de compositeurs et d'artistes qui puisent dans une gamme éclectique d'influences. Son travail s'inspire de Rachmaninoff, Gershwin, Philip Glass, Zbigniew Preisner, Quincy Jones et Dr. Dre.

## Carrière

### Début de carrière
En 2008, Britell a été largement remarqué en interprétant sa propre œuvre « Forgotten Waltz No. 2 » dans le premier film de réalisateur de Natalie Portman, Eve. Il a de nouveau collaboré avec Portman, écrivant de la musique pour le film New York, I Love You (2009),.
En 2011, Britell s'est produit au piano avec le virtuose du violon Tim Fain dans Portals. Le projet multimédia comprenait également des performances de Craig Black, Julia Eichten et Haylee Nichele, et de la musique de Philip Glass et Nico Muhly, de la poésie de Leonard Cohen et de la chorégraphie de Benjamin Millepied. En ce qui concerne cette collaboration, Vogue a nommé Britell parmi « ...les jeunes artistes les plus talentueux au travail... ».
En tant que compositeur de films, Britell a créé la musique du film Gimme the Loot (2012), réalisé par Adam Leon. Le film participera à la section Un Certain Regard au Festival de Cannes 2012. Il a remporté le Grand Prix du Jury au Festival du Film SXSW en 2012. La musique du film a reçu des éloges particuliers du New York Magazine et la Variety.
La carrière de compositeur de films de Britell s'est poursuivie en 2012 avec la partition du documentaire PBS de Michele Mitchell Haiti : Where Did the Money Go ?. Le film, qui a été diffusé plus de 1 000 fois aux États-Unis sur les stations PBS et a été projeté au Festival du film d'Oakland et au BolderLife Film Festival en 2012, est le gagnant du Edward R. 2013. Prix Murrow du meilleur documentaire d'actualitéet lauréat d'un CINE Golden Eagle Award 2012 et un prix spécial du jury CINE pour le meilleur documentaire d'investigation.

### 2012-2015
La musique de Britell a figuré en bonne place dans le film oscarisé du réalisateur Steve McQueen 12 Years a Slave, pour lequel il a composé et arrangé la musique à la caméra, y compris les chansons spirituelles, les chansons de travail, les performances de violon et les danses. Billboard a appelé Britell « ...l'arme secrète dans la musique de 12 Years a Slave ». « My Lord Sunshine », composé par Britell pour 12 Years a Slave, était éligible à la liste des meilleures chansons originales des Oscars 2014.Le Los Angeles Times a déclaré à propos de « My Lord Sunshine » : « Une chanson de travail, une spiritualité, une lamentation blues, une déclaration communautaire - « My Lord Sunshine (Sunrise) » est tout ce qui précède et plus encore... ce que Britell a accompli n'est pas un exploit facile, et c'est un spirituel qui ressent et sonne de l'époque et se tisse habilement dans l'imagerie religieuse avec l'horreur quotidienne de la vie des esclaves ». Britell a également notamment réinterprété « Roll Jordan Roll » pour le film,. Son travail a été largement acclamé par la critique et il a été présenté dans le Wall Street Journal.
En tant que producteur de films, Britell a produit le court métrage Whiplash (2013), réalisé par Damien Chazelle, qui a remporté le Short Film Jury Award : US Fiction au Sundance Film Festival 2013. Il a ensuite aidé à produire le long métrage Whiplash (2014), également réalisé par Chazelle et avec Miles Teller et J. K Simmons,. Le long métrage Whiplash a remporté le Grand Prix du Jury : Dramatique et le Prix du Public : Dramatique au Festival du film de Sundance 2014, a ensuite reçu 5 nominations aux Oscars (dont celui du meilleur film) et a remporté 3 Oscars,. Britell a également écrit et produit le morceau « Reaction », a produit le morceau « When I Wake », et a interprété et produit « No Two Words » pour la bande originale du film.
En 2015, Britell a réalisé The Seventh Fire, un documentaire réalisé par Jack Pettibone Riccobono et présenté par Terrence Malick, qui a fait ses débuts acclamés par la critique au Festival international du film de Berlin.
Britell a composé le premier long métrage de Natalie Portman, A Tale of Love and Darkness (Une histoire d'amour et de ténèbres), qui a été projeté au Festival de Cannes 2015. Deadline a qualifié la partition de Britell pour le film de « révétive ».
Britell a également composé le film oscarisé The Big Short : le casse du siècle, réalisé par Adam McKay, avec Brad Pitt, Christian Bale, Ryan Gosling et Steve Carell, basé sur le livre The Big Short de Michael Lewis, et publié par Paramount en décembre 2015. De plus, Britell a produit l'album de la bande originale du film.

### 2016-2019
En 2016, Britell a réalisé le drame historique de l'époque de la guerre de Sécession du réalisateur Gary Ross, Free State of Jones (2016), avec Matthew McConaughey, Gugu Mbatha-Raw, Mahershala Ali et Keri Russell. L'album de la bande originale, produit par Britell, est sorti le 24 juin 2016 sur Sony Masterworks.
Toujours en 2016, Britell a écrit la partition originale du film Moonlight (2016), acclamé par la critique, lauréat du meilleur film, réalisé par Barry Jenkins. La partition de Britell a reçu une nomination aux Oscars 2017 de la meilleure partition originale et elle a été nommée pour un Golden Globe Award 2017 de la meilleure partition originale dans la catégorie Film. A. O. Scott du New York Times a fait l'éloge de la partition de Britell comme « ... à la fois surprenante et parfaite ». La partition originale de Britell a été décrite comme « ... une collection captivante de musique qui s'attardera dans votre esprit et dans votre cœur de la même manière que le film », et nommé l'un des dix meilleurs moments musicaux de 2016 par Brooklyn Magazine. L'album de la bande originale du film, nommé l'un des 25 meilleurs albums de la bande originale de 2016 sur iTunes, a été produit par Britell et publié par Lakeshore Records, y compris une édition spéciale pour collectionneurs de vinyles. « Middle of the World » de Britell, de l'album de la bande originale, a été nommé l'une des 25 meilleures chansons de la bande originale de 2016 sur iTunes.
Britell a composé le film Tramps du réalisateur Adam Leon en 2016, avec Netflix acquérant les droits de distribution mondiale du film au Festival international du film de Toronto 2016.
Britell a obtenu le biopic de tennis de Fox Searchlight Battle of the Sexes, réalisé par Jonathan Dayton et Valerie Faris, et sorti en 2017.
Il a composé la chanson titre du huitième album studio de Christina Aguilera, Liberation (2018),.
En 2018, Britell a de nouveau collaboré avec Barry Jenkins, marquant son film If Beale Street Could Talk : Si Beale Street pouvait parler. Le film a reçu un large succès critique et Britell a été nommé pour des prix, y compris l'Oscar de la meilleure partition originale, Prix BAFTA de la meilleure musique originale, et le Critics' Choice Movie Award de la meilleure partition.
Britell a composé la bande originale de la série de comédie dramatique noire HBO Succession (2018-2023), sa première composition pour une série télévisée. Pour le thème principal de Succession, Britell a remporté un Primetime Emmy Award pour l'exception de la musique thème originale du titre principal en 2019. Il a également reçu des nominations aux Primetime Emmy pour la composition musicale exceptionnelle pour une série en 2020, 2022, et 2023, et un Grammy Award de la meilleure bande sonore pour la nomination aux médias visuels en 2023.
En 2019, Britell a travaillé avec le rappeur américain Pusha T pour créer un remix du thème principal du titre Succession. La chanson met en scène Pusha T ajoutant des voix de rap sur la chanson thème. Britell a décrit la collaboration en disant "Si j'allais collaborer avec quelqu'un sur cette piste, Pusha T était le choix de rêve".

### 2020-présent
Le 6 février 2019, Britell a confirmé qu'il composait la partition de The Underground Railroad de Barry Jenkins, une série originale sur Amazon basée sur le roman du même nom de Colson Whitehead, lauréat du prix Pulitzer. L'émission a été créée sur Amazon Video le 14 mai 2021 et a été acclamée par la critique de Jenkins et Britell. Pour sa partition, Britell a reçu une nomination aux Primetime Emmy Award pour la composition musicale exceptionnelle pour une série limitée ou anthologie, un film ou une série spéciale aux 73e Primetime Emmy Awards.
Britell a composé la musique du film Don't Look Up : Déni cosmique de 2021 d'Adam McKay, y compris la chanson "Just Look Up" interprétée par Ariana Grande et Kid Cudi. Britell a reçu une nomination pour la meilleure partition originale aux 94e cérémonies des Oscars pour la partition de Don't Look Up. La même année, Britell a marqué le spin-off en direct de Disney's Hundred and One Dalmatians, Cruella (2021). Aux World Soundtrack Awards, Britell a reçu le prix du compositeur de cinéma de l'année en 2019 pour ses partitions pour Vice et If Beale Street Could Talk et Compositeur de télévision de l'annéeen 2020 pour la succession. Britell a également remporté le prix de la meilleure chanson originale lors de la cérémonie de 2021 aux côtés de Florence Welch pour « Call Me Cruella », écrit pour Cruella.
Le 16 février 2022, il a été rapporté que Britell composerait la partition de la série de streaming Star Wars Andor sur Disney+.

## Autres informations
Britell est un Artiste Steinway et un associé créatif de l'école Juilliard School. En décembre 2018, il a été annoncé que Britell ferait partie du nouveau collectif créatif « brain trust » d'Esa-Pekka Salonen , alors que Salonen prend les rênes en tant que directeur musical de L'orchestre symphonique de San Francisco.

## Vie personnelle
Il est marié à la violoncelliste Caitlin Sullivan.

## Filmographie
Sauf indication contraire, les informations mentionnées dans cette section peuvent être confirmées par la base de données cinématographiques IMDb,  présente dans la section « Liens externes ».

### En tant qu'interprète
| Année | titre | Directeur       |
| ----- | ----- | --------------- |
| 2008  | Eve   | Natalie Portman |

### En tant que compositeur

#### Longs métrages
| Année | titre                                                             | Réalisateur                           |
| ----- | ----------------------------------------------------------------- | ------------------------------------- |
| 2005  | Domino One                                                        | Nick Louvel                           |
| 2008  | New York, I Love You                                              | segment réalisé par Natalie Portman   |
| 2012  | Twelve Years a Slave                                              | Steve McQueen (musique additionnelle) |
| 2012  | Gimme the Loot                                                    | Adam Leon                             |
| 2015  | Une histoire d'amour et de ténèbres (A Tale of Love and Darkness) | Natalie Portman                       |
| 2015  | The Big Short : Le Casse du siècle (The Big Short)                | Adam McKay                            |
| 2016  | The Free State of Jones                                           | Gary Ross                             |
| 2016  | Moonlight                                                         | Barry Jenkins                         |
| 2016  | Tramps                                                            | Adam Leon                             |
| 2017  | Battle of the Sexes                                               | Jonathan Dayton et Valerie Faris      |
| 2018  | Si Beale Street pouvait parler (If Beale Street Could Talk)       | Barry Jenkins                         |
| 2018  | Vice                                                              | Adam McKay                            |
| 2019  | Le Roi (The King)                                                 | David Michôd                          |
| 2021  | Cruella                                                           | Craig Gillespie                       |
| 2021  | Don't Look Up : Déni cosmique (Don't Look Up)                     | Adam McKay                            |
| 2022  | She Said                                                          | Maria Schrader                        |
| 2022  | Carmen                                                            | Benjamin Millepied                    |
| 2024  | Mufasa : Le Roi lion (Mufasa: The Lion King)                      | Barry Jenkins                         |

#### Courts métrages
| Année | titre                     |
| ----- | ------------------------- |
| 2004  | Hammer and Cycle          |
| 2005  | Carib's Leap              |
| 2011  | Plastic                   |
| 2011  | The Air Inside Her        |
| 2011  | Half-Life                 |
| 2012  | The Rib                   |
| 2012  | After Water There Is Sand |
| 2013  | Wax                       |
| 2015  | What Doesn't Kill You     |
| 2015  | The Real American         |

#### Télévision et séries
| Année     | titre                                        | Notes       |
| --------- | -------------------------------------------- | ----------- |
| 2005      | The Underground Railroad                     | 10 épisodes |
| 2018-2023 | Succession                                   | 39 épisodes |
| 2022      | Winning Time: The Rise of the Lakers Dynasty | 10 épisodes |
| 2022      | Andor                                        | 12 épisodes |

#### Documentaires
| Année | titre                         | Réalisateur                     |
| ----- | ----------------------------- | ------------------------------- |
| 2005  | Haiti: Where Did the Money Go | Michele Mitchell                |
| 2015  | The Seventh Fire              | Jack Pettibone Riccobono        |
| 2015  | The Uncondemned               | Nick Louvel et Michele Mitchell |

### En tant que producteur
| Année | titre    | Directeur       | Notes         |
| ----- | -------- | --------------- | ------------- |
| 2013  | Whiplash | Damien Chazelle | Court métrage |
| 2014  | Whiplash | Damien Chazelle | Coproducteur  |

## Distinctions

### Oscars
| Année | catégorie                 | Travail nommé                  | Résultat | Réf.   |
| ----- | ------------------------- | ------------------------------ | -------- | ------ |
| 2016  | Meilleure musique de film | Moonlight                      | Nommé    | [ 42 ] |
| 2018  | Meilleure musique de film | Si Beale Street pouvait parler | Nommé    | [ 32 ] |
| 2021  | Meilleure musique de film | Don't Look Up                  | Nommé    | [ 43 ] |

### Prix BAFTA
| Année                       | catégorie                     | Travail nommé                  | Résultat                    | Réf.                        |
| British Academy Film Awards | British Academy Film Awards   | British Academy Film Awards    | British Academy Film Awards | British Academy Film Awards |
| --------------------------- | ----------------------------- | ------------------------------ | --------------------------- | --------------------------- |
| 2018                        | Meilleure partition originale | Si Beale Street pouvait parler | Nommé                       | [ 44 ]                      |
| 2021                        | Meilleure partition originale | Don't Look Up                  | Nommé                       | [ 45 ]                      |

### Emmy Awards
| Année                 | catégorie                                                  | Travail nommé            | Résultat              | Réf.                  |
| Primetime Emmy Awards | Primetime Emmy Awards                                      | Primetime Emmy Awards    | Primetime Emmy Awards | Primetime Emmy Awards |
| --------------------- | ---------------------------------------------------------- | ------------------------ | --------------------- | --------------------- |
| 2019                  | Musique Thème Du Titre Principal Original Exceptionnel     | Succession               | Gagné                 | [ 46 ]                |
| 2020                  | Composition musicale exceptionnelle pour une série         | Succession               | Nommé                 | [ 35 ]                |
| 2021                  | Composition Musicale Exceptionnelle Pour Un Film Limité Ou | The Underground Railroad | Nommé                 | [ 47 ]                |
| 2022                  | Composition musicale exceptionnelle pour une série         | Succession               | Nommé                 | [ 48 ]                |
| 2023                  | Composition musicale exceptionnelle pour une série         | Succession               | Nommé                 | [ 49 ]                |
| 2023                  | Composition musicale exceptionnelle pour une série         | Andor                    | Nommé                 | [ 49 ]                |
| 2023                  | Musique Thème Du Titre Principal Original Exceptionnel     | Andor                    | Nommé                 | [ 49 ]                |

### Golden Globe Awards
| Année | catégorie                     | Travail nommé | Résultat | Réf.   |
| ----- | ----------------------------- | ------------- | -------- | ------ |
| 2016  | Meilleure partition originale | Moonlight     | Nommé    | [ 50 ] |

### Grammy Awards
| Année | catégorie                                                   | Travail nommé | Résultat | Réf.   |
| ----- | ----------------------------------------------------------- | ------------- | -------- | ------ |
| 2023  | Meilleure bande sonore de partition pour les médias visuels | Succession    | Nommé    | [ 36 ] |

## Prix divers

### Prix Black Reel
| Année | catégorie          | Travail nommé                  | Résultat | Réf.   |
| ----- | ------------------ | ------------------------------ | -------- | ------ |
| 2017  | Score exceptionnel | Moonlight                      | Gagné    | [ 51 ] |
| 2019  | Score exceptionnel | Si Beale Street pouvait parler | Gagné    | [ 52 ] |

### Critics' Choice Movie Awards
Les Critics' Choice Movie Awards sont une remise de prix présentée chaque année par l'American-Canadian Critics Choice Association (CCA) pour honorer les plus belles réalisations cinématographiques.
| Année | catégorie                   | Travail nommé                  | Résultat | Réf.   |
| ----- | --------------------------- | ------------------------------ | -------- | ------ |
| 2016  | Meilleur musique de film    | Moonlight                      | Nommé    | [ 53 ] |
| 2019  | Meilleur musique de film    | Si Beale Street pouvait parler | Nommé    | [ 54 ] |
| 2021  | Meilleur musique de film    | Don't Look Up                  | Nommé    | [ 55 ] |
| 2021  | Meilleure chanson originale | "Just Look Up"                 | Nommé    | [ 55 ] |

### Hollywood Music in Media Awards
Les Hollywood Music in Media Awards (HMMA) sont une organisation de récompenses qui récompense la musique originale (Song and Score) sous toutes les formes de médias visuels, y compris le cinéma, la télévision, les jeux vidéo, les bandes-annonces, les publicités commerciales, les documentaires, les vidéos musicales et les programmes spéciaux.
| Année | catégorie                                                            | Travail nommé                  | Résultat | Réf.   |
| ----- | -------------------------------------------------------------------- | ------------------------------ | -------- | ------ |
| 2016  | Meilleure partition originale - Long métrage                         | Moonlight                      | Gagné    | [ 56 ] |
| 2017  | Meilleure partition originale - Long métrage                         | Battle of the Sexes            | Nommé    | [ 57 ] |
| 2018  | Meilleure partition originale - Long métrage                         | Si Beale Street pouvait parler | Nommé    | [ 58 ] |
| 2018  | Meilleure partition originale - Émission de télévision/série limitée | Succession                     | Gagné    | [ 58 ] |
| 2019  | Meilleure partition originale - Long métrage                         | The King                       | Nommé    | [ 59 ] |
| 2019  | Meilleure partition originale - Émission de télévision/série limitée | Succession                     | Nommé    | [ 59 ] |
| 2021  | Meilleure partition originale - Long métrage                         | Don't Look Up                  | Gagné    | [ 56 ] |
| 2021  | Meilleure partition originale - Long métrage                         | "Just Look Up"                 | Nommé    | [ 56 ] |
| 2022  | Meilleure partition originale - Long métrage                         | She Said                       | Nommé    | [ 60 ] |

### Satellite Awards
| Année | catégorie                     | Travail nommé                  | Résultat | Réf.   |
| ----- | ----------------------------- | ------------------------------ | -------- | ------ |
| 2019  | Meilleure partition originale | Si Beale Street pouvait parler | Nommé    | [ 61 ] |

### World Soundtrack Awards
| Année | catégorie                               | Travail nommé                      | Résultat | Réf.   |
| ----- | --------------------------------------- | ---------------------------------- | -------- | ------ |
| 2016  | Découverte de l'année                   | The Big Short : Le casse du siècle | Nommé    | [ 62 ] |
| 2017  | Compositeur de film de l'année          | Moonlight                          | Nommé    | [ 63 ] |
| 2017  | Découverte de l'année                   | Moonlight                          | Gagné    | [ 63 ] |
| 2019  | Compositeur de film de l'année          | Si Beale Street pouvait parler     | Gagné    | [ 64 ] |
| 2020  | Compositeur de l'année de la télévision | Succession                         | Gagné    | [ 65 ] |

## Prix des critiques
| Association                                                                 | Année | TRAVAILLER                             | catégorie                                                                        | Résultat   |
| --------------------------------------------------------------------------- | ----- | -------------------------------------- | -------------------------------------------------------------------------------- | ---------- |
| Prix de la musique du cinéma et de la télévision ASCAP                      | 2016  | The Big Short : Le casse du siècle     | Meilleurs films au box-office                                                    | Gagné      |
| Prix de la musique du cinéma et de la télévision ASCAP                      | 2017  | Moonlight                              | Partition du film de l'année                                                     | Nommé      |
| Prix de la musique du cinéma et de la télévision ASCAP                      | 2019  | Succession                             | Compositeur de l'année de la télévision                                          | Nommé      |
| Prix de la musique du cinéma et de la télévision ASCAP                      | 2019  | Si Beale Street pouvait parler         | Partition du film de l'année                                                     | Nommé      |
| Association des critiques de cinéma d'Austin                                | 2019  | Si Beale Street pouvait parler         | Meilleur score                                                                   | Nommé      |
| Prix de la communauté du circuit                                            | 2016  | Moonlight                              | Meilleure partition originale                                                    | Nommé      |
| Prix de la communauté du circuit                                            | 2019  | Si Beale Street pouvait parler         | Meilleure partition originale                                                    | Nommé      |
| Société des critiques de cinéma de Boston                                   | 2018  | Si Beale Street pouvait parler         | Meilleure partition originale                                                    | Gagné      |
| Critiques de cinéma de l'Ohio central                                       | 2017  | Moonlight                              | Meilleur score                                                                   | Nommé      |
| Association des critiques de cinéma de Chicago                              | 2016  | Moonlight                              | Meilleure partition originale                                                    | Nommé      |
| Association des critiques de cinéma de Chicago                              | 2018  | Si Beale Street pouvait parler         | Meilleure partition originale                                                    | Gagné      |
| Association des critiques de cinéma de Columbus                             | 2019  | Si Beale Street pouvait parler         | Meilleur score                                                                   | Gagné      |
| Société des critiques de cinéma de Denver                                   | 2017  | Moonlight                              | Meilleure partition originale                                                    | Nommé      |
| Prix du Florida Film Critics Circle                                         | 2016  | Moonlight                              | Meilleur score                                                                   | Nommé      |
| Prix du Florida Film Critics Circle                                         | 2018  | Si Beale Street pouvait parler         | Meilleur score                                                                   | Nommé      |
| Association des critiques de cinéma de Géorgie                              | 2017  | Moonlight                              | Meilleure partition originale                                                    | Nommé      |
| Association des critiques de cinéma de Géorgie                              | 2019  | Si Beale Street pouvait parler         | Meilleure partition originale                                                    | Nommé      |
| Prix du Derby d'or                                                          | 2017  | Moonlight                              | Meilleure partition originale                                                    | Nommé      |
| Prix du Derby d'or                                                          | 2019  | Si Beale Street pouvait parler         | Meilleure partition originale                                                    | Nommé      |
| Prix du Derby d'or                                                          | 2020  | Si Beale Street pouvait parler         | Partition originale de la décennie                                               | Nommé      |
| Société des critiques de cinéma d'Hawaï                                     | 2017  | Moonlight                              | Meilleure partition originale                                                    | Nommé      |
| Société des critiques de cinéma de Houston                                  | 2017  | Moonlight                              | Meilleure partition originale                                                    | Nommé      |
| Société des critiques de cinéma de Houston                                  | 2019  | Si Beale Street pouvait parler         | Meilleure partition originale                                                    | Gagné      |
| Sondage des critiques d'Indiewire                                           | 2016  | Moonlight                              | Meilleure partition ou bande sonore originale                                    | 3ème place |
| Prix de la Société internationale des cinéphiles                            | 2019  | Si Beale Street pouvait parler         | Meilleure partition originale                                                    | Gagné      |
| Prix international des critiques de musique de cinéma                       | 2017  | Moonlight                              | Meilleure partition originale pour un film dramatique                            | Nommé      |
| Prix international des critiques de musique de cinéma                       | 2019  | Vice                                   | Meilleure partition originale pour un film dramatique                            | Nommé      |
| Prix international des critiques de musique de cinéma                       | 2019  | Si Beale Street pouvait parler         | Meilleure partition originale pour un film dramatique                            | Nommé      |
| Prix international des critiques de musique de cinéma                       | 2019  | Vice et Si Beale Street pouvait parler | Compositeur de film de l'année                                                   | Nommé      |
| Prix internationaux du cinéma en ligne                                      | 2017  | Moonlight                              | Meilleure partition originale                                                    | Nommé      |
| Prix internationaux du cinéma en ligne                                      | 2019  | Si Beale Street pouvait parler         | Meilleure partition originale                                                    | Gagné      |
| Prix des critiques de cinéma de l'Iowa                                      | 2019  | Si Beale Street pouvait parler         | Meilleure partition originale                                                    | Gagné      |
| Prix des critiques de cinéma de l'Iowa                                      | 2017  | Moonlight                              | Meilleure partition originale                                                    | Nommé      |
| Association des journalistes de divertissement latino                       | 2019  | Si Beale Street pouvait parler         | Meilleure musique                                                                | Gagné      |
| Prix du film du Cercle des critiques de Londres                             | 2019  | Si Beale Street pouvait parler         | Réalisation technique de l'année                                                 | Nommé      |
| Prix de l'Association des critiques de cinéma de Los Angeles                | 2018  | Si Beale Street pouvait parler         | Meilleure musique                                                                | Gagné      |
| Prix de la Société des critiques de cinéma en ligne de Los Angeles          | 2018  | Si Beale Street pouvait parler         | Meilleur score                                                                   | Gagné      |
| Prix de l'Association des critiques de cinéma de Music City                 | 2019  | Si Beale Street pouvait parler         | Meilleur score                                                                   | Nommé      |
| Critiques de cinéma de New York, en ligne                                   | 2018  | Si Beale Street pouvait parler         | Meilleure utilisation de la musique                                              | Gagné      |
| Association des critiques de cinéma de Caroline du Nord                     | 2019  | Si Beale Street pouvait parler         | Meilleure musique                                                                | Nommé      |
| Association du cinéma et de la télévision en ligne                          | 2019  | Si Beale Street pouvait parler         | Meilleure musique, partition originale                                           | Gagné      |
| Prix de la Société des critiques de cinéma en ligne                         | 2019  | Si Beale Street pouvait parler         | Meilleure partition originale                                                    | Gagné      |
| Cercle des critiques de Phoenix                                             | 2016  | Moonlight                              | Meilleure partition originale                                                    | Nommé      |
| Cercle des critiques de Phoenix                                             | 2018  | Si Beale Street pouvait parler         | Meilleure partition originale                                                    | Gagné      |
| Cercle des critiques de cinéma de la région de la baie de San Francisco     | 2016  | Moonlight                              | Meilleure partition originale                                                    | Nommé      |
| Cercle des critiques de cinéma de la région de la baie de San Francisco     | 2018  | Si Beale Street pouvait parler         | Meilleure partition originale                                                    | Nommé      |
| Prix de la Société des compositeurs et des paroliers                        | 2020  | Succession                             | Partition originale exceptionnelle pour une production télévisée ou en streaming | Nommé      |
| St. Association des critiques de cinéma Louis                               | 2016  | Moonlight                              | Meilleure partition originale                                                    | Nommé      |
| St. Association des critiques de cinéma Louis                               | 2018  | Si Beale Street pouvait parler         | Meilleure partition originale                                                    | Nommé      |
| Prix de l'Association des critiques de cinéma de l'Utah                     | 2018  | Si Beale Street pouvait parler         | Meilleure partition originale                                                    | Nommé      |
| Prix de l'Association des critiques de cinéma de la région de Washington DC | 2016  | Moonlight                              | Meilleure partition originale                                                    | Nommé      |
| Prix de l'Association des critiques de cinéma de la région de Washington DC | 2018  | Si Beale Street pouvait parler         | Meilleure partition originale                                                    | Gagné      |